# 在台モンゴル人
在台モンゴル人（ざいたいモンゴル人、在台蒙古人）とは、モンゴルに出自を持つ台湾（中華民国）在住者のことである。
元々は、中国国民党と共に中国本土から台湾に渡った蒙古族のみであったが、2002年に非公式に国交が回復してからは、出稼ぎや留学により台湾に渡ったモンゴル国国民も含まれる。

## 内蒙古からの移住者
内蒙古に住んでいた少数民族・蒙古族（モンゴルではなく中華民国の国民）の一部は、1949年で国民党が敗れて台湾に撤退する際に、一緒に台湾に渡った。1959年の蒙蔵委員会の統計によると、台湾には139世帯431人の蒙古族がおり、そのほとんどがジョソト、ジェリム、ジョーオダの盟に所属していた。1949年に中国本土から台湾へ渡り、1957年に亡くなるまで台北に住んでいた活仏チャンキャ・ホトクト7世も、国民党と共に台湾に渡ったうちの一人である。他に、呉鶴齢（ウネンバヤン）、白雲梯（セレンドンロブ）などがいた。
その後、中華民国がモンゴル（外蒙古）の独立の承認を取り消して自国領土と主張したこともあり、21世紀に入るまでモンゴルと台湾との接点はほとんどなかった。

## 移民労働者
2002年、民進党政権下の中華民国政府はモンゴル国を独立国として認め、モンゴルの首都ウランバートルに事実上の大使館である台北経済文化代表処を設置した。そして、移住希望者の犯罪歴をチェックするシステムを導入するなど、モンゴルからの移民労働者の導入に向けた準備を始めた。
この計画には当初、反対の声が上がっていた。蒙蔵委員会の元委員長は、この計画を「外交的な利益誘導」だと批判し、民進党がモンゴル（それまで独立国ではなく自国領土とみなしていた）との二国間関係を拡大することで、脱中国化を推し進めようとしていることを隠蔽しようとしていると指摘した。
中華民国労働部は、2004年1月にモンゴル人労働者の採用を承認した。モンゴルでの最初の反響は大きく、モンゴル中央雇用局の報告によると、2万人以上の人々が台湾で働くための専門的なスキルと中国語のトレーニングコースに興味を示していたという。最終的に7千人が移民プログラムに参加した。志願者の90%が20～35歳で、45%が女性だった。あるモンゴルの官僚は、台湾は日本、韓国、東欧諸国などのそれまでの出稼ぎ先よりも、モンゴルの5倍という高い賃金や健康保険など、出稼ぎ労働者にとってより良い雇用条件を提供していると述べた。プログラムの下で採用された最初の労働者の第1団である、25歳から40歳までの女性看護師11人のグループは、2004年5月中旬に台湾に到着し、第2団は翌月に到着した。同年9月までに、合計77名のモンゴル人が就労のために来台した。しかし、モンゴル人労働者は台湾での生活に慣れるのに苦労しており、2005年1月までに、それまでに台湾に来た100人のうち30人以上が早期にモンゴルに戻ることを選択した。困難な点としては、長時間労働や、暑い時に女性従業員が露出の多い服を着るのを雇用主からやめるよう言われたことなどが挙げられる。

## 留学生
出稼ぎ労働者以外にも、台湾の学校への留学生もいる。2007年現在、台湾の大学には100人のモンゴル人学生が在籍しており、1700人のモンゴル人が法律分野を中心とした職業訓練のために台湾に留学している。

## 著名な人物
- 葉嘉瑩 - 中国学者。その後カナダに移住。